# Плотность войск
Плотность войск (другое название: коэффициент рассеивания) — показатель, который использует военное командование для оценки нормативной или фактической численность войск для достижения военных целей (например, контроля района боевых действий).
Также под плотностью войск понимают необходимую численность войск контрпартизанского назначения в расчёте на площадь или численность населения контролируемого района.
Единицей измерения является квадратный метр на одного солдата, хотя его конкретная величина варьируется по родам войск в зависимости от эффективности применяемого оружия (например, для артиллерии). Фактическая плотность войск в районе боевых действий может отличаться от выведенных средних значений в каждом конкретном случае в связи с тем, что расположение войск зависит от рельефа местности и тактики боевых действий на конкретном участке фронта, а войска как правило на постоянной основе сосредоточены на оборудованных местах дислокаций. Данный показатель учитывает рельеф местности и прогнозируемую численность войск противника.
Низкая плотность войск является одной из главных проблем при проведении воздушных и морских десантов, также она характерна для первоначального этапа концентрации войск при подготовке к переброске в район боевых действий, что снижает возможности оперативного и мобильного ответа на возникающие военные угрозы. Также от расчёта необходимой плотности войск зависит и планирование авиационной поддержки, которая в случае меньшего количества наземных войск вынуждена увеличивать число вылетов для ударов по вражеским позициям.
Необходимая для достижения поставленных задач плотность войск в военной истории постепенно уменьшалась в связи с увеличением убойной силы оружия. Однако точное вычисление данного параметра затруднительно в связи с множественностью факторов победы на поле боя. В древнюю эпоху[уточнить] каждые десять квадратных метров поля боя мог контролировать один пехотинец, в эпоху сомкнутого строя с огнестрельным оружием от 1650-х годов до Франко-прусской войны — 250 квадратных метров и в эпоху Второй мировой войны — 27 500 квадратных метров. К концу Холодной войны необходимая плотность войск в Европе за счёт массовой механизации составила одного пехотинца на 50 тысяч квадратных метров. Увеличение плотности войск повлияло на решение о разработке ядерного оружия как эффективного средства быстрого уничтожения большого количества вражеских войск.
Термин «плотность войск» использовался в военной доктрине эпохи Первой мировой войны для расчёта необходимого количества батальонов для передовой линии фронта. Вопрос о необходимой плотности войск входил в военные доктрины Советской армии о необходимых условиях для достижения победы (например, во время кампании по освобождению Польши).
Также данный показатель используется для оценки численности войск, необходимых для контроля чужой территории и недопущения действия на ней диверсионных и партизанских отрядов. Плотность войск зависит от многих параметров, например, численности жителей конкретного региона. Согласно некоторым расчётам, для контроля территории необходимо 10,76 солдат на 1000 человек населения. Джеймс Куинливан для успешной борьбы с партизанами рекомендует соотношение в 20-25 солдат специальных контрпартизанских подразделений на 1000 человек населения. Поэтому термин используется иногда для определения численности войск на душу населения.